# Стільська сільська рада
Сті́льська сільська́ ра́да — адміністративно-територіальна одиниця та орган місцевого самоврядування в Миколаївському районі Львівської області. Адміністративний центр — село Стільсько.

## Загальні відомості
Стільська сільська рада утворена в 1939 році.
- Територія ради: 70,06 км²
- Населення ради: 1 954 особи (станом на 2001 рік)
- Водоймища на території, підпорядкованій даній раді: річки Колодниця, Ілівець, Озеро.

## Населені пункти
Сільраді були підпорядковані населені пункти:
- с. Стільсько
- с. Велика Воля
- с. Дуброва
- с. Ілів
- с. Мала Воля

## Склад ради
Рада складається з 20 депутатів та голови.
- Голова ради: Мончак Іван Григорович
- Секретар ради: Гринишин Марія Василівна

### Керівний склад попередніх скликань
| Прізвище, ім'я, по батькові | Основні відомості                                                                                      | Дата обрання | Дата звільнення |
| --------------------------- | --- | ------------ | --------------- |
| Мончак Іван Григорович      | Сільський голова, 1969 року народження, освіта середня загальна, безпартійний                          | 26.03.2006   | 31.10.2010      |
| Мончак Іван Григорович      | Сільський голова, 1969 року народження, освіта середня загальна, член політичної партії «Наша Україна» | 31.10.2010   |                 |

Примітка: таблиця складена за даними сайту Верховної Ради України

### Депутати
За результатами місцевих виборів 2010 року депутатами ради стали:

#### За суб'єктами висування
| Суб'єкт висування                                       | Кількість обраних депутатів | %  |
| ------------------------------------------------------- | --------------------------- | -- |
| Самовисування                                           | 18                          | 90 |
| Політична партія Всеукраїнське об'єднання «Батьківщина» | 1                           | 5  |
| Політична партія Конгрес Українських Націоналістів      | 1                           | 5  |

#### За округами
| № округу                                                | Прізвище, ім'я, по батькові  | Дата визнання обраним | Освіта             | Партійна приналежність                        | Відомості про обраного депутата                                                    |
| ------------------------------------------------------- | ---------------------------- | --------------------- | ------------------ | --------------------------------------------- | ---------------------------------------------------------------------------------- |
| Політична партія Всеукраїнське об'єднання «Батьківщина» |                              |                       |                    |                                               |                                                                                    |
| 5                                                       | Пясецька Оксана Олексіївна   | 01.11.2010            | вища               | член Всеукраїнського об'єднання «Батьківщина» | Стільська лікарська амбулаторія, лаборант                                          |
| Політична партія Конгрес Українських Націоналістів      |                              |                       |                    |                                               |                                                                                    |
| 1                                                       | Хамуляк Василь Михайлович    | 01.11.2010            | вища               | член Конгресу Українських Націоналістів       | тимчасово не працює                                                                |
| Самовисування                                           |                              |                       |                    |                                               |                                                                                    |
| 2                                                       | Місюрак Володимир Михайлович | 01.11.2010            | середня спеціальна | позапартійний                                 | тимчасово не працює                                                                |
| 3                                                       | Стегній Марія Михайлівна     | 01.11.2010            | вища               | позапартійна                                  | Миколаївське ВОБ 6533 с. Стільсько, контролер-касир                                |
| 4                                                       | Худяк Любов Михайлівна       | 01.11.2010            | вища               | позапартійна                                  | КУМКПЦ «Молодість» м. Новий Розділ, керівник НФА «Джерело»                         |
| 6                                                       | Дзєва Лідія Ярославівна      | 01.11.2010            | вища               | позапартійна                                  | тимчасово не працює                                                                |
| 7                                                       | Триндяк Марія Василівна      | 01.11.2010            | вища               | позапартійна                                  | Стільська сільська рада, спеціаліст ІІ категорії з обліку та звітності             |
| 8                                                       | Колодій Любов Миколаївна     | 01.11.2010            | вища               | позапартійна                                  | Стільська сільська рада, спеціаліст ІІ категорії                                   |
| 9                                                       | Бінас Василь Олексійович     | 01.11.2010            | вища               | член Політичної партії «Наша Україна»         | ПП «Центр ринкових досліджень», виконавчий директор                                |
| 10                                                      | Попович Галина Романівна     | 27.12.2010            | середня спеціальна | позапартійна                                  | приватний підприємець                                                              |
| 11                                                      | Федорощак Ігор Михайлович    | 01.11.2010            | вища               | позапартійний                                 | Новороздільська міська лікарня, лікар-акушер                                       |
| 12                                                      | Гринишин Марія Василівна     | 01.11.2010            | вища               | позапартійна                                  | Стільська сільська рада, секретар                                                  |
| 13                                                      | Скварок Ольга Іванівна       | 01.11.2010            | вища               | позапартійна                                  | Управління Держкомзему у Миколаївському районі, головний бухгалтер                 |
| 14                                                      | Гринишин Ігор Григорович     | 01.11.2010            | вища               | позапартійний                                 | тимчасово не працює                                                                |
| 15                                                      | Триндяк Андрій Михайлович    | 01.11.2010            | вища               | позапартійний                                 | тимчасово не працює                                                                |
| 16                                                      | Лучишин Іван Іванович        | 01.11.2010            | незакінчена вища   | позапартійний                                 | тимчасово не працює                                                                |
| 17                                                      | Козловський Василь Дмитрович | 01.11.2010            | середня спеціальна | позапартійний                                 | тимчасово не працює                                                                |
| 18                                                      | Мельник Василь Степанович    | 01.11.2010            | середня спеціальна | позапартійний                                 | Бориницьке лісництво, технік                                                       |
| 19                                                      | Прудивус Остап Ігорович      | 01.11.2010            | вища               | позапартійний                                 | Миколаївське РВ ГУ МНС Укрвїни, начальник сектору наглядово-професійної діяльності |
| 20                                                      | Івах Михайло Григорович      | 01.11.2010            | середня            | позапартійний                                 | тимчасово не працює                                                                |